# Oldenlandia pterita
Oldenlandia pterita là một loài thực vật có hoa trong họ Thiến thảo. Loài này được (Blume) Miq. mô tả khoa học đầu tiên năm 1857.